# Berducido (Pontevedra)
Berducido (también llamada San Martiño de Berducido y oficialmente Verducido) es una parroquia del municipio de Pontevedra, en la provincia de Pontevedra, Galicia, España.

## Población
La población del año 2000 era de 1508 personas y en el año 2008, 991 personas (483 hombres y 508 mujeres), lo que supone una disminución del 34,28% en los últimos ocho años.

## Lugares de interés
Ocupa un terreno montañoso, accidentado por las colinas de las Pasadellas, de las Canteras y del Campo de Bueyes y en el que destaca el monte Acival, que supera los 600 metros de altitud. Cuenta con paisajes naturales que nos llevan a la evasión como las que se pueden contemplar a las afueras del embalse de Pontillón de Castro, reserva de agua de la ciudad de Pontevedra y refugio de aves que cuenta en su cercanía con una gran zona de ocio, el parque forestal Pontillón de Castro. 
En la cumbre de un monte próximo se sitúa un hermoso mirador con una admirable escultura en piedra dedicada a los canteros. Desde aquí, además de una cantera de granito muy próxima, se puede divisar la belleza del contorno, de la ciudad de Pontevedra. 
Es preciso visitar la iglesia parroquial, totalmente reedificada durante el siglo XVIII y que incluye en su conjunto una pieza abovedada anterior que se cree podría haber sido una antigua sacristía. 
La fiesta patronal es el día 11 de noviembre (san Martiño), pero también se celebran san Breixo, santa Bárbara y el Corpus Christi.

## Aldeas
A Abelleira | Bordel | Covadáspera | O Gabián | O Outeiriño | Rosende | Verducido | Vilariño